# Edmund Łukaszewski
Edmund Łukaszewski (ur. 25 października 1931 w La Besage, Francja, zm. 6 stycznia 2016) – jeden z pionierów pétanque w Polsce i jeden z najstarszych aktywnych zawodników tej dyscypliny sportu.

## Życiorys
Łukaszewski pochodzi z rodziny, która w roku 1930 wyjechała w celach zarobkowych z Wielkopolski na południe Francji. Spędził tam całe dzieciństwo i okres II Wojny Światowej. Ukończył we Francji szkołę powszechną. Jako nastolatek zaczął grać w petankę. Pierwsze bule, którymi grał były drewniane, nabijane gwoździami (fr. boules cloutées). W roku 1945 wrócił z rodzicami do Polski, na Ziemie Odzyskane. Ponieważ nie znał języka polskiego, po krótkim okresie adaptacyjnym rozpoczął ponownie naukę w szkole powszechnej. Następnie uczęszczał do szkoły zawodowej w Wałbrzychu. Aktywnie uprawiał piłkę nożną. Petankę uprawia od ponad sześćdziesięciu lat.
Jest członkiem klubu KSP Jedlina-Zdrój.

## Sukcesy
W roku 2009 podczas pierwszego dnia Międzynarodowego Festiwalu Petanque w Jedlinie-Zdroju w finale turnieju tripletów drużyna "Seniorzy Jedlina" w składzie: Edmund Łukaszewski, Gabriel Kaźmierczak i Emil Szafrański pokonała drużynę reprezentacji Polski. Mecz zakończył się wynikiem 15:13.
W roku 2010 "Seniorzy Jedlina" na zawodach we Wrocławiu zdobyli Puchar Polski tripletów.